# 川口悠子
川口 悠子（かわぐち ゆうこ、ロシア語: Юко Кавагути, ラテン文字転写: Yuko Kavaguti, 英語: Yuko Kawaguchi, 1981年11月20日 - ）は、愛知県出身、千葉県船橋市育ちのロシア、日本の女性元フィギュアスケート選手（ペア及び女子シングル）。パートナーはアレクサンドル・スミルノフ、アレクサンドル・マルクンツォフなど。
ペア競技では、ロシア代表として出場の2010年バンクーバーオリンピックで4位入賞。2009年世界選手権・2010年世界選手権では2年連続で3位。2010年・2015年欧州選手権優勝。

## 経歴

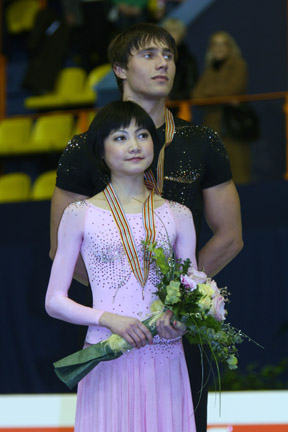
2008欧州選手権

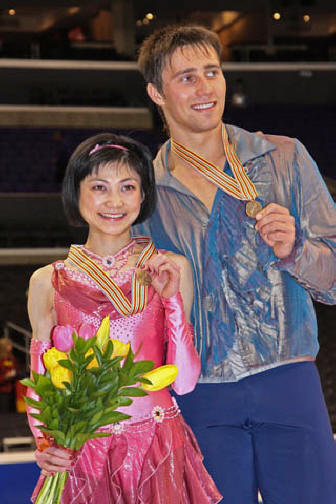
2009世界選手権

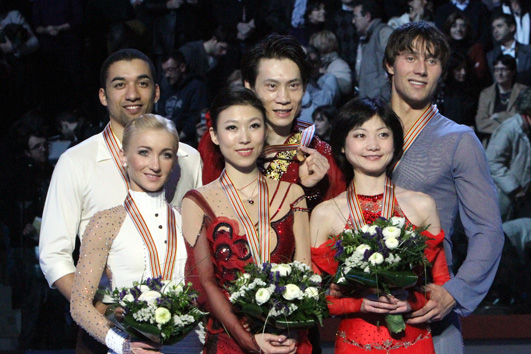
2010年世界選手権

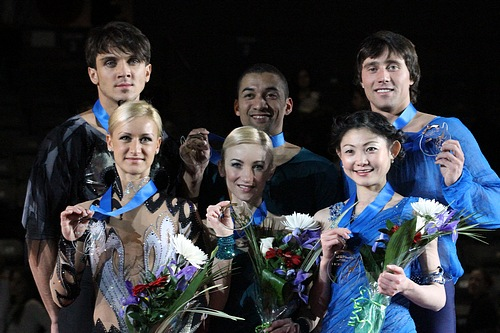
2011グランプリファイナル

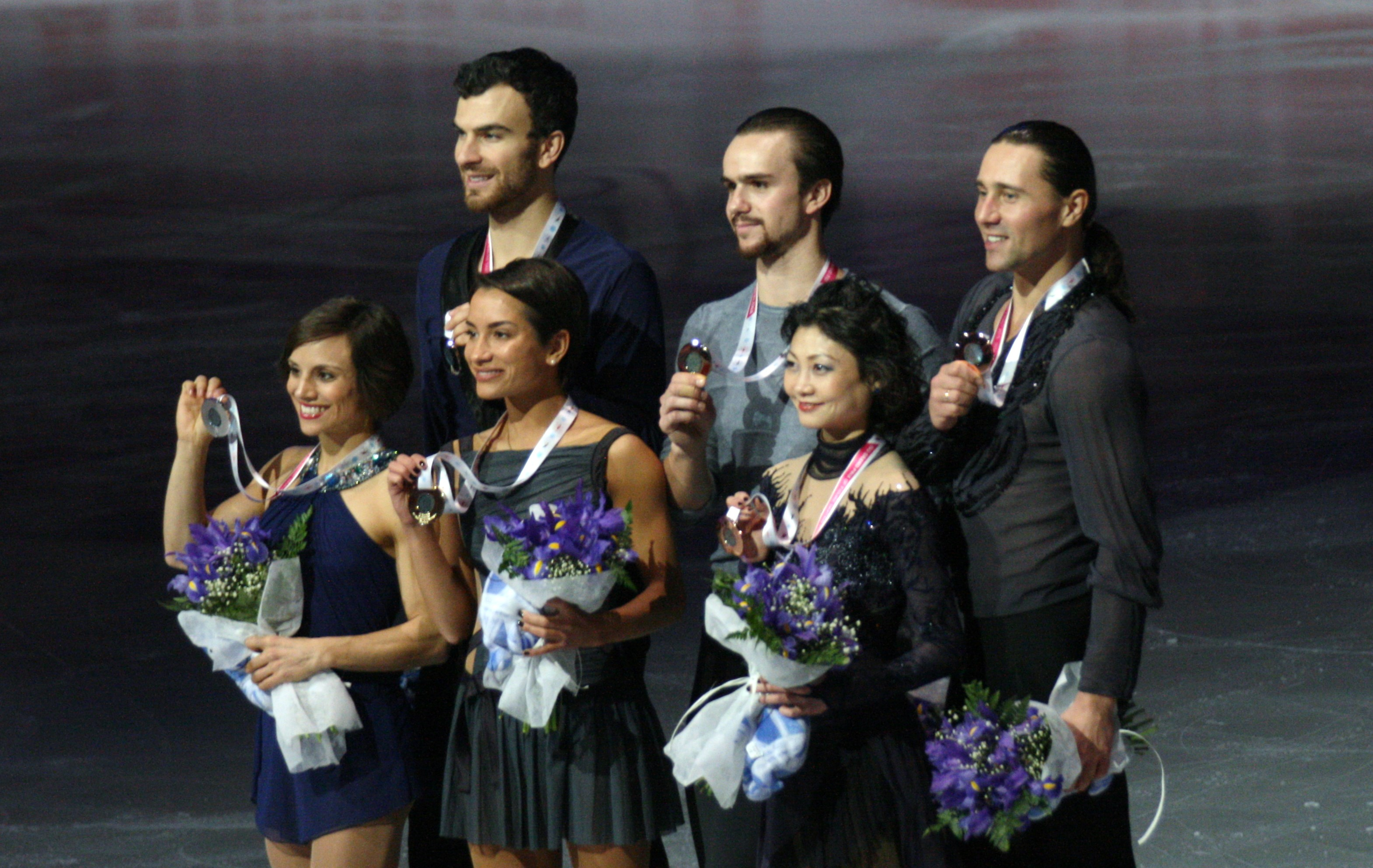
2015グランプリファイナル

5歳のころにスケートを始め、小学校3年生から本格的にスケートに取り組んだ。当初は女子シングル選手として活動し、1997年全日本ジュニア選手権女子シングルで3位となり、1998-1999シーズンからはISUジュニアグランプリに参戦。JGPメキシコ杯では優勝を果たした。同シーズンの全日本ジュニア選手権ではSPから精彩を欠き総合10位に留まった。
1998年長野オリンピックに出場したエレーナ・ベレズナヤを見て「自分もエレーナのようになりたい」と思い、現コーチであるタマラ・モスクビナにすぐに手紙を送り、その後も何度もコーチをして欲しいと嘆願した。モスクビナは「ロシアに来るには難しいし、治安も悪い。無理だ」と川口を諦めさせようとしたが、川口が諦めずに何度もコンタクトを取ってくるため「自分と一緒にトレーニングするのは、大変である」ことを判らせようと2つの難しいテストを行った。そのテストに川口は合格し、モスクビナの元でトレーニングすることを許可された。1999年にモスクビナのいるアメリカに渡った。
1999-2000シーズンよりアレクサンドル・マルクンツォフとペアを組みペアスケーティングへ転向(2019-2020シーズンGPNHK杯ペアの解説としてNHK番組に出演し「スロージャンプに憧れてペアを始めた」と語っている)。1999年全日本ジュニア選手権では優勝を飾る。翌2000-2001シーズン、ISUジュニアグランプリに参戦し、JGPメキシコ杯で優勝、JGPハルビンで3位となり初出場のJGPファイナルではペア日本代表選手として初表彰台となる3位。2001年世界ジュニア選手権では、ペア日本代表選手として初の表彰台となる銀メダルを獲得した。
2001-2002シーズンからシニアクラスに完全転向し、ISUグランプリシリーズに出場。第70回全日本選手権ならびに第71回全日本選手権で連覇を果たしたが、2003年5月、アレクサンドル・マルクンツォフとのペアを解消。同年9月にロシアのサンクトペテルブルク大学に入学。
2004年夏、デヴィン・パトリックと新たにペアを結成し、2004-2005シーズンより競技会に復帰した。第73回全日本選手権で優勝。翌2005-2006シーズンからは所属をアメリカに移し、2006年全米選手権に出場するが15位に終わり、シーズン後にデヴィン・パトリックとのペアを解消した。
2006年4月アレクサンドル・スミルノフとペアを組み、2006-2007年シーズンよりロシア所属となる。同シーズンのロシア杯で3位、2007年3月ロシア代表として世界選手権に出場し、9位。ロシアが同国籍を持たない選手を代表に選出したのは初めてであった。
2007-2008シーズンはスケートカナダ、ロシア杯ともに3位となり、初のグランプリファイナル進出を決めた。グランプリファイナルではSPとFSともに転倒があり5位に終わった。2007年にサンクトペテルブルク大学を卒業する。これにより、日本語、英語、ロシア語のトリリンガルとなった。ロシア選手権で初優勝を飾り、欧州選手権と世界選手権のロシア代表に選出された。欧州選手権ではSPで4位スタートとなったものの、FSで3位となり総合3位、初出場でメダルを獲得した。また昨年に続いて出場となった世界選手権では大きくパーソナルベストを更新してメダルまであと一歩に迫る4位となった。
2009年1月、バンクーバーオリンピックにロシア代表として出場することを目指し、同国の国籍を取得した。
日本は二重国籍を認めないため「国籍が日本でなくなるということは重大な決断なので、そうするからには五輪でメダルを取りたい」と発言。
世界選手権ではSP2位、FS3位となり総合3位となった。
2010年1月、欧州選手権ではSP、FS、総合得点の全てにおいてパーソナルベストを更新して初優勝。FSではISU歴代最高得点も更新した。
2010年2月、バンクーバーオリンピックにロシア代表として初出場。SPでは3位の好発進だったが、FSではミスが重なり総合で4位入賞となった。FSではスロー4回転サルコウに挑戦するつもりであったが、演技直前にコーチに回避するよう命じられ、気持ちの切り替えができないまま演技に臨んだという。続く2010年世界選手権では2年連続の総合3位となった。
2010年4月、肩の手術を行った。また、スミルノフは股の付け根部分を負傷したために、ドイツで治療を受けた。その後、スミルノフがかかとを捻挫し、2人の治療のためにスケートカナダの出場を取り止めた。その後、ロステレコム杯で復帰し優勝をした。東日本大震災の影響で急遽、ロシアへ開催地が変更となった世界選手権では4位入賞。エキシビションでは日本への思いを込めて「いつも何度でも」を滑った。
2011-2012シーズン、グランプリシリーズに3戦出場。グランプリファイナルでは初のメダルの銅メダルを獲得。ロシア選手権はグランプリファイナルの前から痛めていたスミルノフのひざの怪我のために欠場。さらに出場を予定していたヨーロッパ選手権は、スミルノフの盲腸炎の緊急手術のために欠場した。世界選手権ではSPでリフト中にスミルノフが転倒し11位と出遅れた。FSでは4位と巻き返したものの同じくリフトで大きなミスを犯した。総合では7位に終わった。
2012-2013シーズン、欧州選手権はペア結成以来初めてメダルを逃した。世界選手権ではSP4位だったが、FSの最後のリフトでフェンスに接触し失敗。順位を6位に落とした。
2013-2014シーズン、国内大会のパニンメモリアルでスミルノフが3回転トゥループを転倒。その時に断裂した膝の靭帯の手術のために、スケートカナダとNHK杯の出場を辞退した。怪我からの復帰は間に合わず、シーズン全ての試合を欠場することになった。このシーズン限りでの引退を予定していたが2018年平昌オリンピックを目指し、現役を続行することを決めた。
2014-2015シーズン、復帰戦のネーベルホルン杯で優勝。グランプリシリーズのスケートアメリカでは自身初めてスロー4回転サルコウでマイナス評価を受けない実施をした。5シーズンぶりにFSのパーソナルベストを更新し優勝した。この優勝により史上5組目のグランプリシリーズ全6戦の優勝者となった。欧州選手権ではSP2位から逆転して、5年ぶり2度目の優勝を果たした。2年ぶりに出場の世界選手権のSPはミスの無い演技で4位につけた。しかしFSではスロー3回転ループの転倒をはじめ精彩を欠き5位に順位を落とした。
2015-2016シーズン、グランプリファイナルでは5年ぶりに銅メダルを獲得。ロシア選手権では3位にSPで0.05点差、FSでは0.07点差の2位で僅差をかわして銀メダルを獲得した。この結果、欧州選手権と世界選手権の代表に内定した。1月20日、アキレス腱の断裂により欧州選手権の代表を辞退し手術を行った。
2016-2017シーズン、グランプリシリーズでは2大会でいずれも表彰台を逃した。ペア結成以降、1つのメダルも獲得できなかったのはこれが初めてである。ロシア選手権でも初めて表彰台を逃し、5位に終わった。
2017年9月22日、引退を発表した。引退後はプロスケーターとしてアイスショーに出演するほかジュニア選手の育成に携わり、2018年11月にサンクトペテルブルクのスケート連盟の承認を受けてテクニカルスペシャリストとしても活動している。日本国内では2017・2018年に朝日カルチャーセンター新宿教室で講座を開いたほか、2018・2019年にNHK杯のペア・エキシビジョンの解説者を務めている。
2021年にRIAノーボスチの取材に応じた。記事によると、現在スミルノフが持っているスクールに招聘されているが断っており、依頼をうけて個人レッスンをしている。本業になっている仕事は、サンクトペテルブルク中心部の美容サロンでのフェイシャル・マッサージであるという。コロナ禍のなかスケート以外の仕事の重要性を痛感したこと、選手時代に顔のマッサージをすると「全く違う気分で氷上に出ることが出来る」ことを実感していたことからであると話している。

## 学歴
- 千葉県船橋市立船橋高等学校
- サンクトペテルブルク大学国際関係学部（2007年卒）

## 主な戦績

### ペア

#### 2006-2007シーズン以降
- アレクサンドル・スミルノフとのペア(ロシア所属)。

| 大会/年            | 2006-07 | 2007-08 | 2008-09 | 2009-10 | 2010-11 | 2011-12 | 2012-13 | 2014-15 | 2015-16 | 2016-17 |
| ------------------ | ------- | ------- | ------- | ------- | ------- | ------- | ------- | ------- | ------- | ------- |
| 冬季オリンピック   |         |         |         | 4       |         |         |         |         |         |         |
| 世界選手権         | 9       | 4       | 3       | 3       | 4       | 7       | 6       | 5       |         |         |
| 欧州選手権         |         | 3       | 2       | 1       | 2       |         | 5       | 1       |         |         |
| 世界国別対抗戦     |         |         | T5 / P2 |         |         |         |         | T2 / P3 |         |         |
| ロシア選手権       |         | 1       | 1       | 1       | 2       | 棄権    | 2       | 3       | 2       | 5       |
| GPファイナル       |         | 5       | 5       | 5       |         | 3       | 6       | 6       | 3       |         |
| GP中国杯           |         |         |         |         |         | 1       | 2       |         | 1       | 6       |
| GPスケートカナダ   |         | 3       | 1       |         |         |         |         |         |         | 5       |
| GPロステレコム杯   | 3       | 3       | 2       | 2       | 1       | 2       |         |         | 2       |         |
| GPNHK杯            |         |         |         | 2       |         | 1       |         | 2       |         |         |
| GPスケートアメリカ |         |         |         |         |         |         |         | 1       |         |         |
| GPエリック杯       |         |         |         |         |         |         | 1       |         |         |         |
| CSネペラ記念       |         |         |         |         |         |         |         |         |         | 2       |
| CS M.オーナメント  |         |         |         |         |         |         |         |         | 1       |         |
| CSネーベルホルン杯 |         |         |         |         |         |         |         | 1       |         |         |
| ニース杯           | 1       | 1       | 1       |         |         |         |         |         |         |         |

#### 2004-2006シーズンまで
- 2002-2003まではアレクサンドル・マルクンツォフとのペア(日本所属)。
- 2005-2006まではデヴィン・パトリックとのペア(日本・アメリカ所属)。

| 大会/年            | 1999-00 | 2000-01 | 2001-02 | 2002-03 | 2004-05 | 2005-06 |
| ------------------ | ------- | ------- | ------- | ------- | ------- | ------- |
| 世界選手権         |         | 15      | 13      | 14      |         |         |
| 四大陸選手権       |         | 8       | 9       | 7       |         |         |
| 全米選手権         |         |         |         |         |         | 15      |
| 全日本選手権       |         |         | 1       | 1       | 1       |         |
| GPNHK杯            |         |         | 棄権    | 5       |         |         |
| GPスケートアメリカ |         |         | 6       | 5       |         |         |
| GPエリック杯       |         |         | 6       |         |         |         |
| 世界Jr.選手権      |         | 2       |         |         |         |         |
| 全日本Jr.選手権    | 1       |         |         |         |         |         |
| JGPファイナル      |         | 3       |         |         |         |         |
| JGPハルビン        |         | 3       |         |         |         |         |
| JGPメキシコ杯      |         | 1       |         |         |         |         |

#### 詳細
| 2016-2017 シーズン      |                                                                        |         |          |          |
| 開催日                  | 大会名                                                                 | SP      | FS       | 結果     |
| 2016年12月20日 - 25日   | ロシアフィギュアスケート選手権（チェリャビンスク）                     | 5 67.52 | 5 123.90 | 5 191.42 |
| 2016年11月18日 - 20日   | ISUグランプリシリーズ 中国杯（北京）                                   | 6 62.90 | 6 112.63 | 6 175.53 |
| 2016年10月27日 - 30日   | ISUグランプリシリーズ スケートカナダ（ミシサガ）                       | 5 64.40 | 6 118.35 | 5 182.75 |
| 2016年9月29日 - 10月2日 | ISUチャレンジャーシリーズ オンドレイネペラメモリアル（ブラチスラヴァ） | 2 68.56 | 2 116.86 | 2 185.42 |

| 2015-2016 シーズン    |                                                                    |         |          |          |
| 開催日                | 大会名                                                             | SP      | FS       | 結果     |
| 2015年12月23日 - 27日 | ロシアフィギュアスケート選手権（エカテリンブルク）                 | 2 77.26 | 2 140.38 | 2 217.64 |
| 2015年12月9日 - 13日  | 2015/2016 ISUグランプリファイナル（バルセロナ）                    | 2 73.64 | 3 132.95 | 3 206.59 |
| 2015年11月20日 - 22日 | ISUグランプリシリーズ ロステレコム杯（モスクワ）                   | 2 71.70 | 2 136.32 | 2 208.02 |
| 2015年11月6日 - 8日   | ISUグランプリシリーズ 中国杯（北京）                               | 2 72.45 | 1 143.55 | 1 216.00 |
| 2015年10月15日 - 18日 | ISUチャレンジャーシリーズ モルドヴィアンオーナメント（サランスク） | 1 76.02 | 1 138.03 | 1 214.05 |

| 2014-2015 シーズン     |                                                                  |         |          |          |
| 開催日                 | 大会名                                                           | SP      | FS       | 結果     |
| 2015年4月16日 - 19日   | 2015年世界フィギュアスケート国別対抗戦（東京）                   | 3 66.97 | 4 127.07 | 2 団体   |
| 2015年3月23日 - 29日   | 2015年世界フィギュアスケート選手権（上海）                       | 4 71.59 | 6 127.32 | 5 198.91 |
| 2015年1月26日 - 2月1日 | 2015年ヨーロッパフィギュアスケート選手権（ストックホルム）       | 2 69.86 | 1 137.81 | 1 207.67 |
| 2014年12月24日 - 28日  | ロシアフィギュアスケート選手権（ソチ）                           | 2 71.81 | 3 135.87 | 3 207.68 |
| 2014年12月11日 - 14日  | 2014/2015 ISUグランプリファイナル（バルセロナ）                  | 6 55.97 | 5 128.57 | 6 184.54 |
| 2014年11月28日 - 30日  | ISUグランプリシリーズ NHK杯（門真）                              | 2 64.60 | 3 119.00 | 2 183.60 |
| 2014年10月24日 - 26日  | ISUグランプリシリーズ スケートアメリカ（シカゴ）                 | 1 69.16 | 1 140.00 | 1 209.16 |
| 2014年9月24日 - 27日   | ISUチャレンジャーシリーズ ネーベルホルン杯（オーベルストドルフ） | 1 66.59 | 1 129.30 | 1 195.89 |

| 2012-2013 シーズン    |                                                      |         |          |          |
| 開催日                | 大会名                                               | SP      | FS       | 結果     |
| 2013年3月10日 - 17日  | 2013年世界フィギュアスケート選手権（ロンドン）       | 4 69.98 | 7 121.61 | 6 191.59 |
| 2013年1月23日 - 27日  | 2013年ヨーロッパフィギュアスケート選手権（ザグレブ） | 5 56.20 | 5 119.28 | 5 175.48 |
| 2012年12月24日 - 28日 | ロシアフィギュアスケート選手権（ソチ）               | 2 70.19 | 2 137.18 | 2 207.37 |
| 2012年12月6日 - 9日   | 2012/2013 ISUグランプリファイナル（ソチ）            | 6 58.02 | 5 120.70 | 6 178.72 |
| 2012年11月16日 - 18日 | ISUグランプリシリーズ エリック・ボンパール杯（パリ） | 1 66.78 | 2 121.21 | 1 187.99 |
| 2012年11月2日 - 4日   | ISUグランプリシリーズ 中国杯（上海）                 | 2 63.70 | 2 119.83 | 2 183.53 |

| 2011-2012 シーズン     |                                                         |          |          |          |
| 開催日                 | 大会名                                                  | SP       | FS       | 結果     |
| 2012年3月26日 - 4月1日 | 2012年世界フィギュアスケート選手権（ニース）            | 11 59.59 | 4 122.83 | 7 182.42 |
| 2011年12月8日 - 11日   | 2011/2012 ISUグランプリファイナル（ケベック・シティー） | 4 61.37  | 3 126.40 | 3 187.77 |
| 2011年11月25日 - 27日  | ISUグランプリシリーズ ロステレコム杯（モスクワ）        | 2 65.17  | 2 132.67 | 2 197.84 |
| 2011年11月11日 - 13日  | ISUグランプリシリーズ NHK杯（札幌）                     | 5 55.02  | 1 122.49 | 1 177.51 |
| 2011年11月4日 - 6日    | ISUグランプリシリーズ 中国杯（上海）                    | 1 64.45  | 1 122.29 | 1 186.74 |

| 2010-2011 シーズン     |                                                    |         |          |          |
| 開催日                 | 大会名                                             | SP      | FS       | 結果     |
| 2011年4月24日 - 5月1日 | 2011年世界フィギュアスケート選手権（モスクワ）     | 5 62.54 | 4 124.82 | 4 187.36 |
| 2011年1月24日 - 30日   | 2011年ヨーロッパフィギュアスケート選手権（ベルン） | 2 69.49 | 1 134.12 | 2 203.61 |
| 2010年12月25日 - 29日  | ロシアフィギュアスケート選手権（サランスク）       | 2 68.15 | 2 133.29 | 2 201.44 |
| 2010年11月19日 - 21日  | ISUグランプリシリーズ ロステレコム杯（モスクワ）   | 1 61.91 | 1 120.79 | 1 182.70 |

| 2009-2010 シーズン    |                                                        |         |          |          |
| 開催日                | 大会名                                                 | SP      | FS       | 結果     |
| 2010年3月22日 - 28日  | 2010年世界フィギュアスケート選手権（トリノ）           | 2 73.12 | 3 130.67 | 3 203.79 |
| 2010年2月12日 - 28日  | バンクーバーオリンピック（バンクーバー）               | 3 74.16 | 7 120.61 | 4 194.77 |
| 2010年1月18日 - 24日  | 2010年ヨーロッパフィギュアスケート選手権（タリン）     | 2 73.92 | 1 139.23 | 1 213.15 |
| 2009年12月25日 - 26日 | ロシアフィギュアスケート選手権（サンクトペテルブルク） | 1 78.01 | 1 142.60 | 1 220.61 |
| 2009年12月3日 - 6日   | 2009/2010 ISUグランプリファイナル（東京）              | 6 62.30 | 5 120.71 | 5 183.01 |
| 2009年11月5日 - 8日   | ISUグランプリシリーズ NHK杯（長野）                    | 1 68.90 | 2 124.15 | 2 193.05 |
| 2009年10月22日 - 25日 | ISUグランプリシリーズ ロステレコム杯（モスクワ）       | 2 61.62 | 2 118.52 | 2 180.14 |

| 2008-2009 シーズン       |                                                        |         |          |          |
| 開催日                   | 大会名                                                 | SP      | FS       | 結果     |
| 2009年4月16日 - 19日     | 2009年世界フィギュアスケート国別対抗戦（東京）         | 2 65.08 | 2 120.07 | 2 185.15 |
| 2009年3月23日 - 29日     | 2009年世界フィギュアスケート選手権（ロサンゼルス）     | 2 68.94 | 3 117.45 | 3 186.39 |
| 2009年1月19日 - 25日     | 2009年ヨーロッパフィギュアスケート選手権（ヘルシンキ） | 3 65.38 | 2 117.39 | 2 182.77 |
| 2008年12月24日 - 28日    | ロシアフィギュアスケート選手権（カザン）               | 2 65.18 | 1 135.91 | 1 201.09 |
| 2008年12月10日 - 14日    | 2008/2009 ISUグランプリファイナル（高陽）              | 6 55.42 | 4 112.03 | 5 167.45 |
| 2008年11月20日 - 23日    | ISUグランプリシリーズ ロシア杯（モスクワ）             | 2 58.76 | 1 110.51 | 2 169.27 |
| 2008年10月30日 - 11月2日 | ISUグランプリシリーズ スケートカナダ（オタワ）         | 1 65.02 | 2 111.95 | 1 176.97 |
| 2008年10月15日 - 19日    | 2008年ニース杯（ニース）                               | 2 51.07 | 1 103.33 | 1 154.40 |

| 2007-2008 シーズン    |                                                        |         |          |          |
| 開催日                | 大会名                                                 | SP      | FS       | 結果     |
| 2008年3月17日 - 23日  | 2008年世界フィギュアスケート選手権（ヨーテボリ）       | 3 71.42 | 4 119.91 | 4 191.33 |
| 2008年1月21日 - 27日  | 2008年ヨーロッパフィギュアスケート選手権（ザグレブ）   | 4 61.25 | 3 106.00 | 3 167.25 |
| 2008年1月3日 - 7日    | ロシアフィギュアスケート選手権（サンクトペテルブルク） | 1 66.30 | 1 124.30 | 1 190.60 |
| 2007年12月13日 - 16日 | 2007/2008 ISUグランプリファイナル（トリノ）            | 6 51.74 | 5 110.01 | 5 161.75 |
| 2007年11月22日 - 25日 | ISUグランプリシリーズ ロシア杯（モスクワ）             | 4 62.94 | 3 118.77 | 3 181.71 |
| 2007年11月1日 - 4日   | ISUグランプリシリーズ スケートカナダ（ケベックシティ） | 3 60.00 | 3 105.19 | 3 165.19 |
| 2007年10月18日 - 21日 | 2007年ニース杯（ニース）                               | 1 61.18 | 1 107.95 | 1 169.13 |

| 2006-2007 シーズン    |                                            |         |           |          |
| 開催日                | 大会名                                     | SP      | FS        | 結果     |
| 2007年3月19日 - 25日  | 2007年世界フィギュアスケート選手権（東京） | 4 62.07 | 10 101.55 | 9 163.62 |
| 2006年11月23日 - 26日 | ISUグランプリシリーズ ロシア杯（モスクワ） | 3 59.46 | 3 109.04  | 3 168.50 |
| 2006年11月9日 - 11日  | 2006年ニース杯（ニース）                   | 1 51.97 | 1 100.09  | 1 152.06 |

| 2005-2006 シーズン  |                                              |          |          |           |
| 開催日              | 大会名                                       | SP       | FS       | 結果      |
| 2006年1月7日 - 15日 | 全米フィギュアスケート選手権（セントルイス） | 12 44.66 | 14 78.14 | 15 122.80 |

| 2004-2005 シーズン    |                                              |         |         |          |
| 開催日                | 大会名                                       | SP      | FS      | 結果     |
| 2004年12月24日 - 26日 | 第73回全日本フィギュアスケート選手権（横浜） | 1 45.95 | 1 80.43 | 1 126.38 |

| 2002-2003 シーズン       |                                                      |    |    |      |
| 開催日                   | 大会名                                               | SP | FS | 結果 |
| 2003年3月24日 - 30日     | 2003年世界フィギュアスケート選手権（ワシントンD.C.） | 12 | 14 | 14   |
| 2003年2月10日 - 16日     | 2003年四大陸フィギュアスケート選手権（北京）         | 6  | 7  | 7    |
| 2002年12月19日 - 22日    | 第71回全日本フィギュアスケート選手権（京都）         | 1  | 1  | 1    |
| 2002年11月28日 - 12月1日 | ISUグランプリシリーズ NHK杯（京都）                  | 6  | 5  | 5    |
| 2002年10月23日 - 27日    | ISUグランプリシリーズ スケートアメリカ（スポケーン） | 5  | 5  | 5    |

| 2001-2002 シーズン    |                                              |    |    |      |
| 開催日                | 大会名                                       | SP | FS | 結果 |
| 2001年12月21日 - 23日 | 第70回全日本フィギュアスケート選手権（大阪） | 1  | 1  | 1    |

### 女子シングル
| 大会/年         | 1997-98 | 1998-99 |
| --------------- | ------- | ------- |
| 全日本Jr.選手権 | 3       | 10      |
| JGPハンガリー   |         | 8       |
| JGPメキシコ杯   |         | 1       |

#### 詳細
| 1998-1999 シーズン    |                                                    |    |    |      |
| 開催日                | 大会名                                             | SP | FS | 結果 |
| 1998年10月14日 - 18日 | ISUジュニアグランプリ ハンガリー（ブダペスト）     | 7  | 9  | 8    |
| 1998年9月9日 - 13日   | ISUジュニアグランプリ メキシコ杯（メキシコシティ） | 1  | 1  | 1    |

## プログラム使用曲
| シーズン  | SP | FS | EX |
| --------- | --- | --- | --- |
| 2016-2017 | オール・アローン 作曲：ジョー・サトリアーニ 振付：ピーター・チェルニシェフ                                                                     | 月の光 作曲：クロード・ドビュッシー 振付：ピーター・チェルニシェフ                                                                                     | 美しく青きドナウ 作曲：ヨハン・シュトラウス2世 |
| 2015-2016 | I Finally Found Someone 曲：バーブラ・ストライサンド、ブライアン・アダムス 振付：ピーター・チェルニシェフ                                      | マンフレッド交響曲 作曲：ピョートル・チャイコフスキー 振付：ピーター・チェルニシェフ                                                                   | フェブラリー 作曲：レオニード・レヴァシュケヴィッチ 振付：Alexander Matveev、ピーター・チェルニシェフハバネラ 歌劇『カルメン』より 作曲：ジョルジュ・ビゼー黒い瞳 ボーカル：イワン・レブロフ |
| 2014-2015 | タイスの瞑想曲 作曲：ジュール・マスネ 振付：ピーター・チェルニシェフ                                                                           | マンフレッド交響曲 作曲：ピョートル・チャイコフスキー 振付：ピーター・チェルニシェフ                                                                   | ハバネラ 歌劇『カルメン』より 作曲：ジョルジュ・ビゼー |
| 2013-2014 | 歌曲カチューシャの主題による変奏曲 作曲：マルガリータ・アジャソヴァ 編曲：ユーリー・ボロディ 演奏：Feel'armonia 振付：ピーター・チェルニシェフ | マンフレッド交響曲 作曲：ピョートル・チャイコフスキー 振付：ピーター・チェルニシェフ                                                                   | |
| 2012-2013 | 美しく青きドナウ 作曲：ヨハン・シュトラウス2世 振付：Alexander Matveev、ピーター・チェルニシェフ                                               | フェブラリー 作曲：レオニード・レヴァシュケヴィッチ 振付：Alexander Matveev、ピーター・チェルニシェフ                                                  | ユー・レイズ・ミー・アップ ボーカル：ケルティック・ウーマン黒い瞳 ボーカル：イワン・レブロフミュージカル『キャッツ』より 作曲：アンドルー・ロイド・ウェバー                                  |
| 2011-2012 | オール・アローン 作曲：ジョー・サトリアーニ 振付：ピーター・チェルニシェフ                                                                     | 月の光 作曲：クロード・ドビュッシー 振付：ピーター・チェルニシェフ                                                                                     | 黒い瞳 ボーカル：イワン・レブロフ |
| 2010-2011 | ツァラトゥストラはこう語った 作曲：リヒャルト・シュトラウス 振付：イゴール・ボブリン、ナタリア・ベステミアノワ                                 | 月の光 作曲：クロード・ドビュッシー 振付：ピーター・チェルニシェフ                                                                                     | 白鳥 作曲：カミーユ・サン＝サーンスいつも何度でも 曲：木村弓 |
| 2009-2010 | 白鳥 作曲：カミーユ・サン＝サーンス | 感傷的なワルツ Op.51-6 作曲：ピョートル・チャイコフスキー 美しく青きドナウ 作曲：ヨハン・シュトラウス2世                                               | 美しく青きドナウ 作曲：ヨハン・シュトラウス2世ブルース 曲：ゲイリー・ムーア |
| 2008-2009 | 白鳥 作曲：カミーユ・サン＝サーンス | 歌劇『道化師』より 作曲：ルッジェーロ・レオンカヴァッロ                                                                                                | 美しく青きドナウ 作曲：ヨハン・シュトラウス2世 |
| 2007-2008 | 序奏とロンド・カプリチオーソ 作曲：カミーユ・サン＝サーンス                                                                                    | 映画『ある愛の詩』より 作曲：フランシス・レイ | ブルース 曲：ゲイリー・ムーア |
| 2006-2007 | 序奏とロンド・カプリチオーソ 作曲：カミーユ・サン＝サーンス                                                                                    | ピアノ協奏曲 作曲：カミーユ・サン＝サーンスブラジル風バッハ 作曲：エイトル・ヴィラ＝ロボス 映画『ヴァン・ヘルシング』より 作曲：アラン・シルヴェストリ | |